# Гроесбек (Техас)
Гроесбек (англ. Groesbeck) — місто (англ. city) в США, в окрузі Лаймстоун штату Техас. Населення — 3631 особа (2020).

## Географія
Гроесбек розташований за координатами 31°31′32″ пн. ш. 96°31′41″ зх. д. / 31.52556° пн. ш. 96.52806° зх. д. (31.525623, -96.528061).  За даними Бюро перепису населення США в 2010 році місто мало площу 11,33 км², з яких 11,24 км² — суходіл та 0,09 км² — водойми.

## Демографія
Згідно з переписом 2010 року, у місті мешкало 4328 осіб у 1286 домогосподарствах у складі 864 родин. Густота населення становила 382 особи/км².  Було 1473 помешкання (130/км²).
Расовий склад населення:
| - 65,3 % — білих - 20,2 % — чорних або афроамериканців - 0,3 % — корінних американців - 0,3 % — азіатів - 11,3 % — осіб інших рас |

До двох чи більше рас належало 2,7 %. Частка іспаномовних становила 20,9 % від усіх жителів.
За віковим діапазоном населення розподілялося таким чином: 22,3 % — особи молодші 18 років, 64,5 % — особи у віці 18—64 років, 13,2 % — особи у віці 65 років та старші. Медіана віку мешканця становила 34,4 року. На 100 осіб жіночої статі у місті припадало 136,9 чоловіків;  на 100 жінок у віці від 18 років та старших — 146,4 чоловіків також старших 18 років.
Середній дохід на одне домашнє господарство  становив 50 771 долар США (медіана — 38 375), а середній дохід на одну сім'ю — 58 236 доларів (медіана — 43 750). Медіана доходів становила 45 125 доларів для чоловіків та 29 861 долар для жінок. За межею бідності перебувало 35,7 % осіб, у тому числі 57,2 % дітей у віці до 18 років та 19,1 % осіб у віці 65 років та старших.
Цивільне працевлаштоване населення становило 1274 особи. Основні галузі зайнятості: освіта, охорона здоров'я та соціальна допомога — 25,3 %, сільське господарство, лісництво, риболовля — 13,1 %, публічна адміністрація — 11,0 %, виробництво — 9,8 %.